# Taste The Pain
Taste the Pain är en låt av Red Hot Chili Peppers från deras album Mother's Milk, och från soundtracket till filmen "Say Anything". Det är den sjunde låten på Mother's Milk och den släpptes som en singel. Låten spelades in innan den nuvarande trummisen Chad Smith deltog i bandet. Trumslagaren vid inspelningarna var Phillip "Fish" Fisher. Om låten spelas baklänges hör man tydligt att sångaren Anthony Kiedis sjunger refrängen i början av låten.

## Taste The Pain singel
CD-singel (1989)
1. "Taste The Pain (Albumversion)"
2. "Millionaires Against Hunger (Tidigare ej släppt)"
3. "Castles Made Of Sand (Live)"
4. "Higher Ground (Daddy-O Mix)"

CD version 2 (1990)
1. "Taste The Pain (Singel)"
2. "Taste The Pain (Albumversion)"
3. "Show Me Your Soul (Tidigare ej släppt)"
4. "Nevermind (Albumversion)"

7" singel (1989)
1. "Taste The Pain (Albumversion)"
2. "Show Me Your Soul (Tidigare ej släppt)"

10" singel (1989)
1. "Taste The Pain (Albumversion)"
2. "Show Me Your Soul (Tidigare ej släppt)"
3. "Castles Made Of Sand (Live)"

12" singel (1989)
1. "Taste The Pain (Albumversion)"
2. "Show Me Your Soul (Tidigare ej släppt)"
3. "If You Want Me To Stay (Albumversion)"
4. "Nevermind (Albumversion)"

Artikeln är, helt eller delvis, en översättning av motsvarande artikel på en:wikipedia.